# François Dubet
François Dubet (23 de mayo de 1946 en Périgueux) es un sociólogo francés, exdirector de estudios en la Escuela de Altos Estudios en Ciencias Sociales (EHESS). Fue profesor en la Universidad de Burdeos II hasta su jubilación en 2013. Es autor de estudios dedicados a la marginación juvenil, a escuelas e instituciones.  Dirigió la preparación del informe "Colegio del Año 2000" al Ministro de Educación Escolar en 1999.

## Carrera
Hasta 2010, formó parte del grupo de expertos para el rediseño del segundo programa de ciencias económicas y sociales como parte de la reforma de la escuela secundaria que buscaba el ministro de Educación, Luc Chatel. Él renunció después de que el programa se hizo público y provocó fuertes reacciones en la facultad.  Su decisión fue motivada por la falta de independencia del grupo de expertos con respecto a la oficina del ministro y el espacio limitado otorgado a la sociología en los nuevos programas.

### Honores
- 2011: Doctorado honoris causa otorgado por la Facultad de Artes y Ciencias de la Universidad de Montreal.[3]

## Ideas y obras

### Aportes en sociología
El desmantelamiento de la figura institucional es su idea principal, desarrollada en sus libros (La experiencia sociológica, Sociología de la experiencia, En la escuela, En qué sociedad estamos viviendo y La decadencia de la institución) y heredada de la sociología de Alain Touraine. 
Para François Dubet, la modernidad había creado instituciones, dispositivos políticos que organizaban marcos cognitivos de posibilidades y, por lo tanto, imponían las acciones de los individuos.  Para él, ingresamos a la modernidad tardía, un largo proceso socio-histórico que promueve la figura subjetiva y responsable de la deconstrucción de la institución.  Considerando que este último podría ser un conjunto estable y armonioso de principios y valores sociales empedernidos, ha ido perdiendo gradualmente su coherencia, tanto como a partir de finales de la década de 1960, al igual que su propensión a "llevar el estándar" al comportamiento social. Dubet aplicó estas ideas a la escuela o la cuestión de las injusticias en el trabajo. 

### Ideología y política
Desde un punto de vista ideológico, François Dubet transmite un pensamiento de moderado centro izquierdo y reformista. Participó en las reflexiones del grupo de intelectuales de The Republic of Ideas, dirigido por Pierre Rosanvallon y Thierry Pech. 
Está clasificado en la segunda izquierda, social-liberal, y apoyó el plan de Juppé de 1995.
En 2007, llama a votar por Ségolène Royal, en un texto publicado en Le Nouvel Observateur, "contra un derecho de arrogancia", por "una izquierda de esperanza".

### Escuela de masas y meritocracia
François Dubet piensa que la escolarización en Francia, a principios del siglo XXI, es un sistema para "fabricar exclusión". Él considera que los diplomas deberían ser más un derecho que el resultado de un control sobre el aprendizaje en la escuela, los diplomas que se reservan, según él, a una minoría por sí sola capaz de alcanzar la excelencia. Para Jean-Paul Brighelli, Dubet es uno de los que, "durante décadas", trabaja para desmantelar en el sistema educativo francés "lo que aún está en pie".

## Publicaciones
- Lutte étudiante, éditions du Seuil, 1978
- La Prophétie anti-nucléaire, Seuil, avec Michel Wieviorka et Alain Touraine, 1980
- Le Pays contre l'État. Lutte occitane, Seuil, 1981
- Solidarité, éditions Fayard, Michel Wieviorka et Alain Touraine, 1982
- Le Mouvement ouvrier, Fayard, 1984
- L'État et les jeunes, Les Éditions ouvrières, avec Didier Lapeyronnie, 1985
- La Galère : jeunes en survie, Fayard, 1987
- Pobladores, L'Harmattan, 1989
- Immigrations, qu'en savons-nous ?, La Documentation française, 1989
- Les Lycéens, Seuil, 1991
- Les Quartiers d'exil, avec Didier Lapeyronnie, Seuil, 1992
- Universités et Villes, L'Harmattan, 1994
- Sociologie de l'expérience, Seuil, 1994
- À l'école. Sociologie de l'expérience scolaire, avec Danilo Martuccelli, Seuil, 1997
- Écoles, familles : le malentendu, Textuel, 1997
- Dans quelle société vivons-nous ?, Seuil, 1998
- Pourquoi changer l'école, Textuel, 1999
- L’Hypocrisie scolaire, Seuil 2000
- Les Inégalités multipliées, éditions de l'Aube, 2000
- Le Déclin de l'institution, Seuil, 2002
- Le Rapport Langevin-Wallon, Mille et une nuits, 2004
- L’École des chances : qu'est-ce qu'une école juste ?, Seuil, 2004
- Injustices, Seuil, 2006
- L’Expérience sociologique, éd. La Découverte, coll. Repères, 2007 ISBN 9782707153531
- Faits d'école, éditions de l'EHESS, 2008
- Travail des sociétés, Seuil, 2009
- Les Places et les chances, Seuil, 2010
- Les Sociétés et leurs écoles. Emprise du diplôme et cohésion sociale avec Marie Duru-Bellat et Antoine Vérétout, Seuil, 2010
- À quoi sert vraiment un sociologue ?, Paris, Armand Colin, 2011  (traducido al español como ¿Para qué sirve realmente un sociólogo)[12]
- « Faire société par le côté gauche », in Collectif & P. Rosanvallon, Refaire société, Paris, Seuil (La République des idées), 2011, p. 77-90
- Pourquoi moi ? L'expérience des discriminations, Seuil, 2013
- La Préférence pour l'inégalité, La République des Idées, 2014 (traducido al español como ¿Por qué preferimos la desigualdad? (aunque digamos lo contrario)).[13]
- Ce qui nous unit : discriminations, égalité et reconnaissance, Seuil, 2016
- Trois Jeunesses. La Révolte, La Galère, L’émeute, Le Bord de l'eau, 2018

En español
- Dubet, F., Martuccelli, D., & Kieffer, E. G. (1998). En la escuela: sociología de la experiencia escolar. Losada.
- Dubet, F. (2005). La escuela de las oportunidades: ¿qué es una escuela justa?. Barcelona: Gedisa.
- Dubet, F. (2006). El declive de la institución: profesiones, sujetos e individuos en la modernidad. Barcelona: Gedisa.
- Dubet, F. (2010). Sociología de la experiencia. Editorial Complutense.
- Dubet, F. (2011). Repensar la justicia social: contra el mito de la igualdad de oportunidades. Buenos Aires: Siglo Veintiuno Editores.
- Dubet, F. (2012). ¿Para qué sirve realmente un sociólogo?. Buenos Aires: Siglo Veintiuno Editores.
- Dubet, F. (2015). ¿Por qué preferimos la desigualdad?(aunque digamos lo contrario). Buenos Aires: Siglo Veintiuno Editores.
- Dubet, F. (2019). Lo que nos une: Cómo vivir juntos a partir de un reconocimiento positivo de la diferencia. Buenos Aires: Siglo Veintiuno Editores.
- Dubet, F. (2020). La época de las pasiones tristes: de como este mundo desigual lleva a la frustración y el resentimiento, y desalienta la lucha por una sociedad mejor. Buenos Aires: Siglo Veintiuno Editores.